# Stiria tachymora
Stiria tachymora là một loài bướm đêm trong họ Noctuidae.